# Hambarine
Hambarine är en by utanför Prijedor i Bosnien och Hercegovina. Av somliga anses byn vara en förort till staden. Hambarine har omkring 800 hushåll och ligger på en väg som förbinder Prijedor med järnmalmsgruvan i Ljubija. Över 90 procent av byns invånare är bosniakiska muslimer.
Hambarine har ett blodigt förflutet. Den 20 juli 1992, under Bosnienkriget, omringades Hambarine av serbiska trupper som intog byn för att avrätta nära hälften av de bosniakiska invånarna och våldta deras kvinnor. Omkring 20 000 personer från Hambarine och Ljubija fördes bort till koncentrationslägret Keraterm.